# Salvador Negrete
 Salvador Isaías Negrete López  (3 de agosto de 2006) es un futbolista chileno que juega como extremo que juega en Deportes Puerto Montt de la Segunda División.

## Trayectoria

### Universidad de Chile
Hizo su debut profesional el 18 de junio de 2024 en un encuentro contra Municipal Puente Alto, válido por la Copa Chile, ingresando en los últimos diez minutos del partido, anotando el último gol y cerrando el duelo 5-1 a favor de los universitarios.

### Deportes Puerto Montt
En agosto de 2025 fue anunciado su préstamo a Deportes Puerto Montt. Debutó en el elenco portomontino el 15 de agosto, ingresando en el entretiempo en la victoria 3-1 de los sureños sobre Deportes Rengo, por la fecha 17 de la Segunda División Profesional.

## Estadísticas

### Clubes
| Club                         | Div           | Temporada     | Liga  | Liga  | Liga | Copas nacionales | Copas nacionales | Copas nacionales | Torneos internacionales | Torneos internacionales | Torneos internacionales | Total | Total | Total |
| Club                         | Div           | Temporada     | Part. | Goles | Asis | Part.            | Goles            | Asis             | Part.                   | Goles                   | Asis                    | Part. | Goles | Asis  |
| ---------------------------- | ------------- | ------------- | ----- | ----- | ---- | ---------------- | ---------------- | ---------------- | ----------------------- | ----------------------- | ----------------------- | ----- | ----- | ----- |
| Universidad de Chile · Chile | 1.ª           | 2024          | 0     | 0     | 0    | 2                | 0                | 0                | —                       | —                       | —                       | 2     | 0     | 0     |
| Universidad de Chile · Chile | Total club    | Total club    | 0     | 0     | 0    | 2                | 0                | 0                | 0                       | 0                       | 0                       | 2     | 0     | 0     |
| Total carrera                | Total carrera | Total carrera | 0     | 0     | 0    | 2                | 0                | 0                | 0                       | 0                       | 0                       | 2     | 0     | 0     |
| 1. 2.                        |               |               |       |       |      |                  |                  |                  |                         |                         |                         |       |       |       |